# Célestin Maffre
Pour les articles homonymes, voir Maffre.
Célestin Maffre est un enseignant, poète et folkloriste français du XXe siècle.

## Biographie
Célestin Maffre est né à Tarascon-sur-Ariège, dans le quartier de Sabart, le 21 mai 1907. Il est le fils de Jean Maffre, scieur de long, et de Louise Jauze, femme au foyer.
Il fut instituteur à Tarascon-sur-Ariège, et adopta la pédagogie Freinet. Poète d'expression occitane, il publie plusieurs recueils dans cette langue. Il écrit également en français pour un ouvrage dédié à sa femme, Charlotte : Les chemins de Cendres.
Il crée un groupe folklorique de musique et de danse, le groupe Pol de Mounègre du nom du félibre occitan.
Célestin Maffre décède le 11 février 1996 à Foix. Il est enterré au cimetière de Sabart, à Tarascon-sur-Ariège.
Un square porte son nom dans sa ville natale, inauguré en 2019.

## Œuvres
La plupart des ouvrages de Célestin Maffre ont été publiés à compte d'auteur.
- Ramoun le Belhou (1966)
- Al Cantou. Countes Sabarièns (1971), préface de Jean Nayrou
- Les chemins de cendres (1975)
- Orlu, mon village des étoiles (1978)
- L'An 40 - Poemas Lengadocians De Captivitat Dins Un Camp (1979)
- Pastors de la brumadas (1980)